# Yao (peuple d'Afrique)
Pour les articles homonymes, voir Yao (peuple d'Asie) et Yao.
Les Yao sont une population bantoue d'Afrique australe, vivant principalement au Mozambique, également au Malawi et en Tanzanie, à la pointe sud du Lac Malawi.

## Ethnonymie
Selon les sources et le contexte, on observe différentes formes : Achawa, Adjao, Ajaua, Ajáua, Chiyao, Ciyao, Veiao, Wahyao, Wayao, Wayao'we, Yaos.

## Histoire

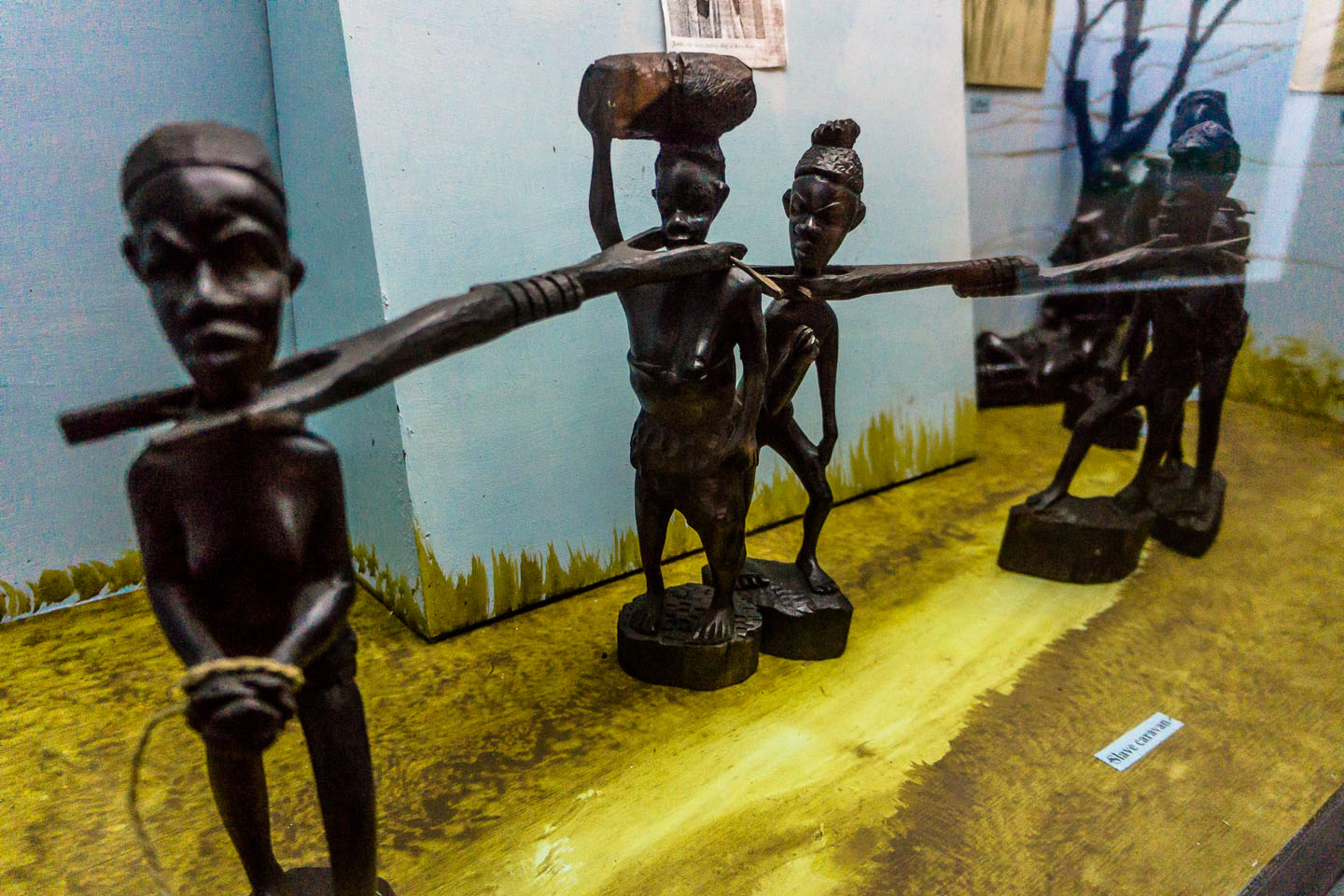
Caravane d'esclaves
(Musée du lac Malawi)

Les Yao seraient traditionnellement originaires d'une région située entre les rivières Ruvuma et Lugenda. Ils auraient migré dans le sud du Malawi dans les années 1830, du fait de leur activité de marchands d'esclaves pour le compte des Swahilis sur la côte du Mozambique. 
Ayant une culture, des traditions et une musique particulièrement riches, ils auraient été initialement musulmans, et comptent parmi eux Bakili Muluzi, président du Malawi de 1994 à 2004.

## Langue
Leur langue fait partie de la famille des langues bantoues : le chiyao (signifiant « langue Yao », chi signifiant « langage »), mais connue comme étant Achawa, Adsawa, Adsoa, Ajawa, Ayawa, Ayo, Ayao, Djao, Haiao, Hiao, Hyao, Jao, Veiao, ou Wajao. Le nombre total de locuteurs était estimé à 1 916 000 au début des années 2000, dont environ 1 000 000 au Malawi (2001), 496 000 au Mozambique (2006) et 420 000 en Tanzanie (2006), auxquels s'ajoutaient quelque 200 familles en Zambie dans les années 1970.

## Culture

### Rites d'initiation

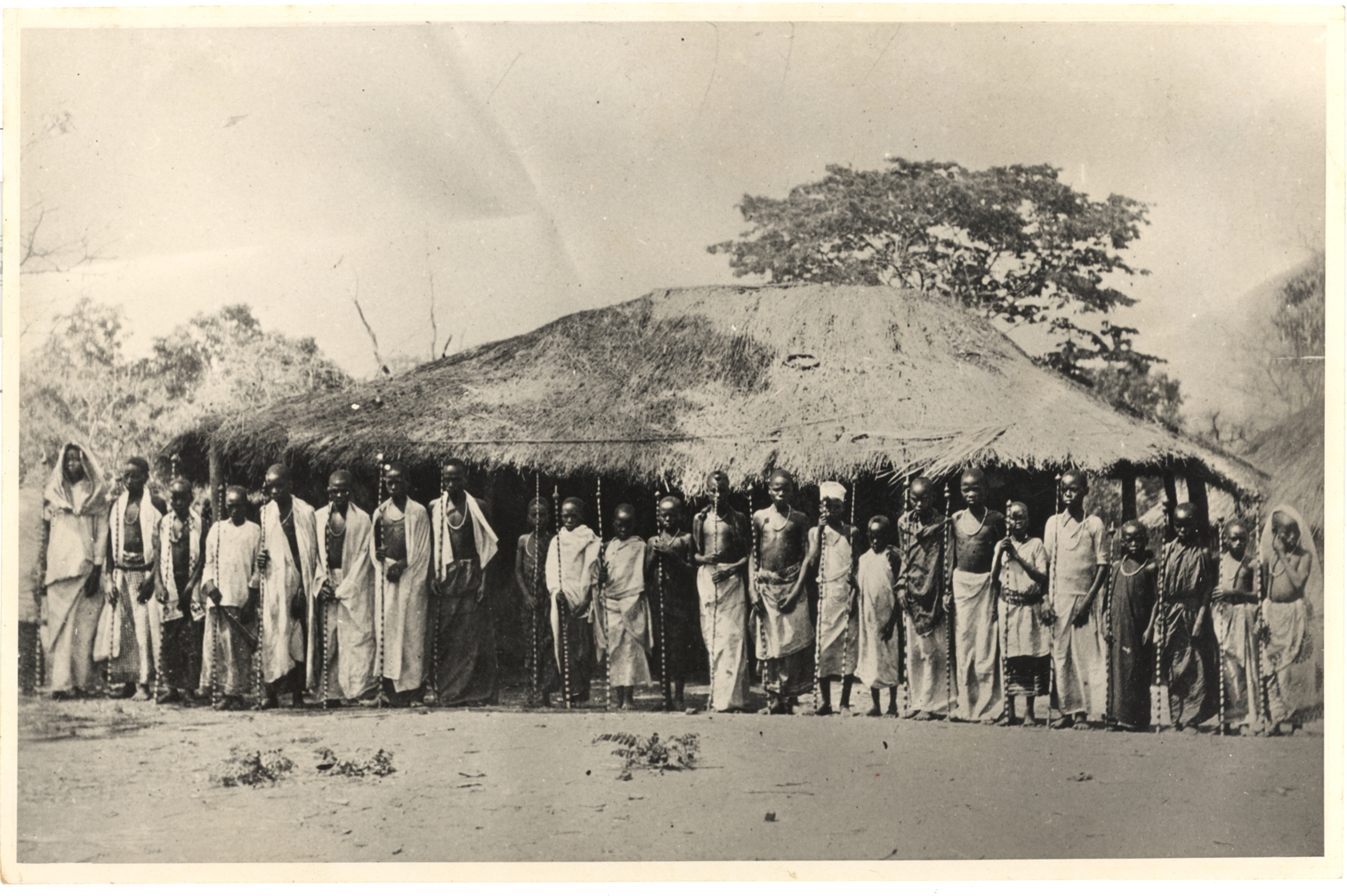
Jeunes initiés dans le village de Ntonda (1902)
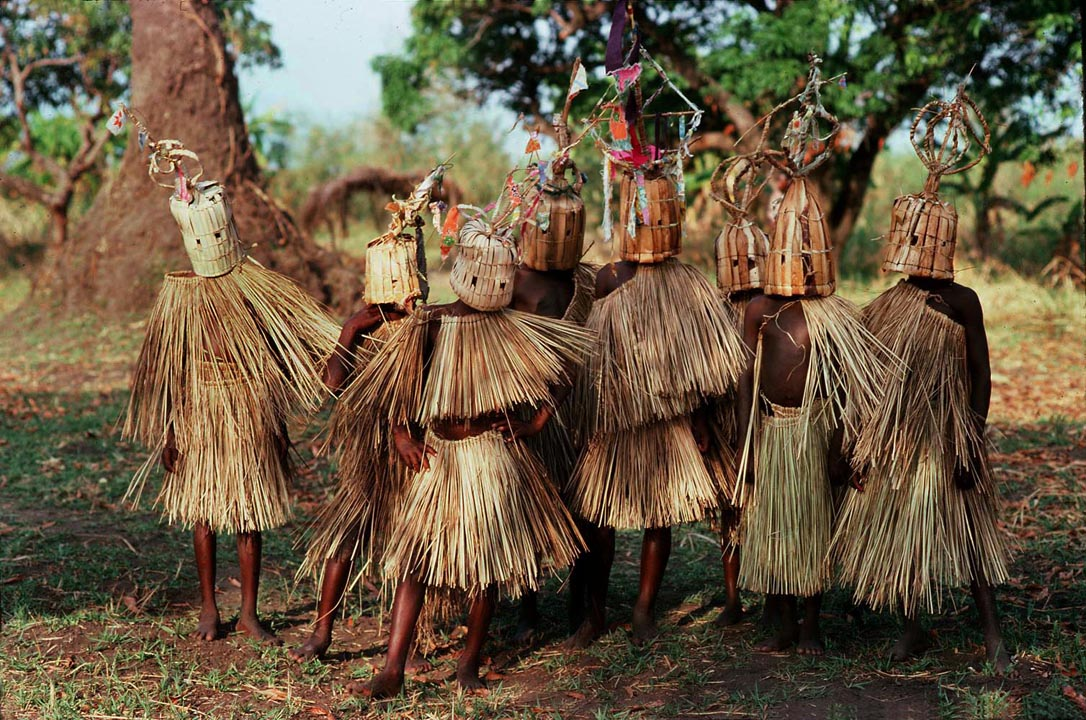
Jeunes garçons participant au rite de circoncision (2005)

### Danses

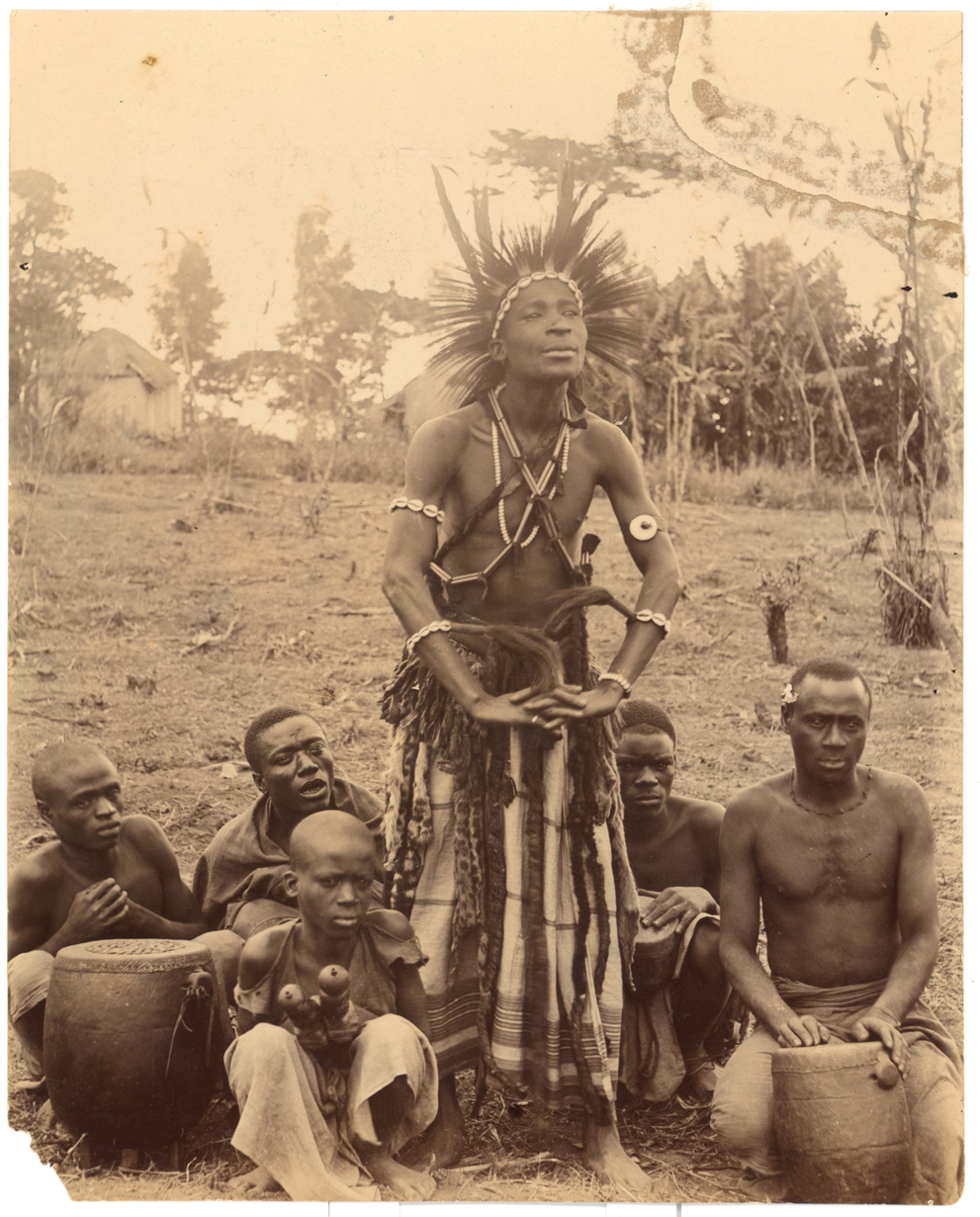
Danseur yao (1896)
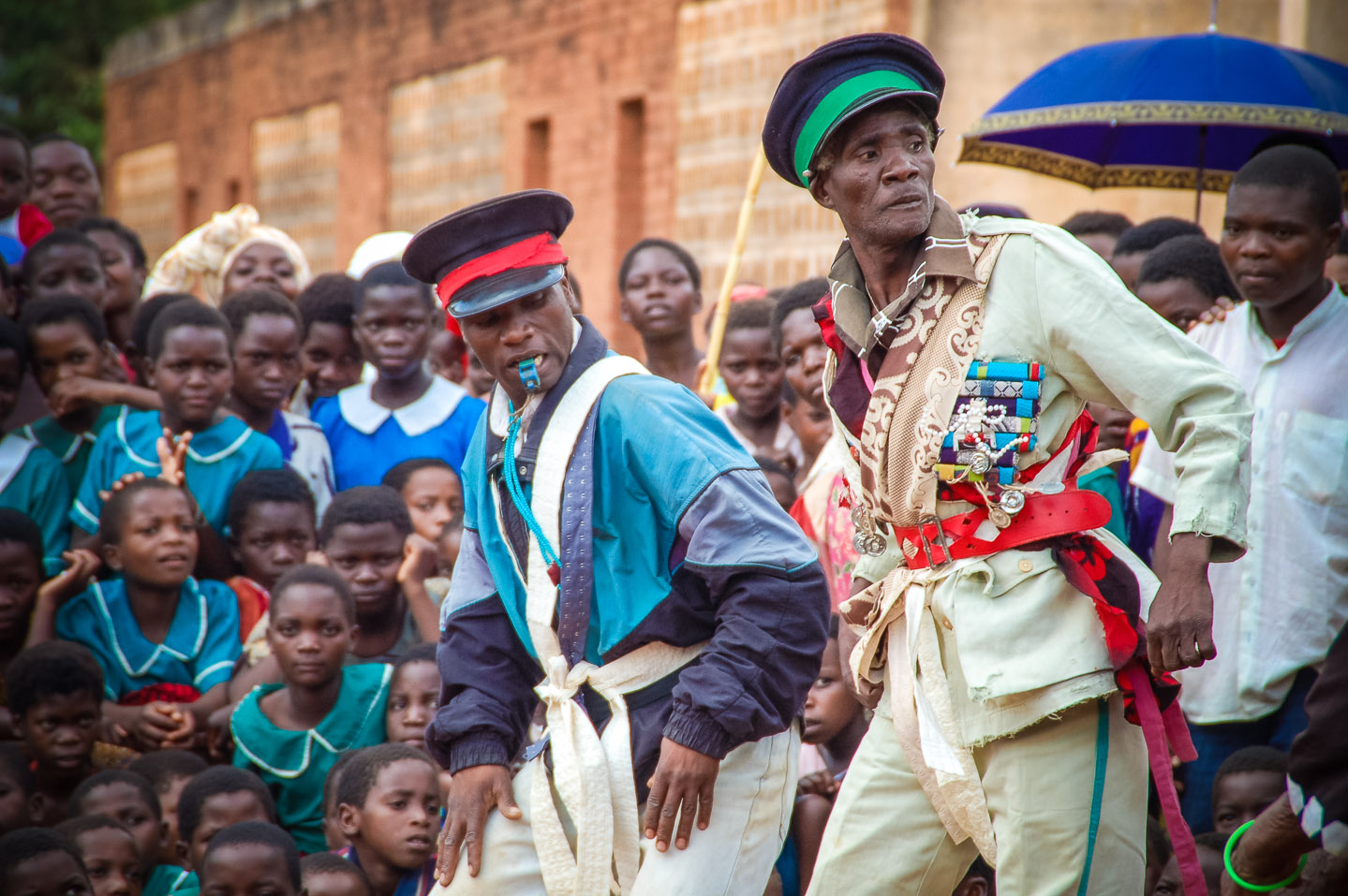
Danse beni à Majuni
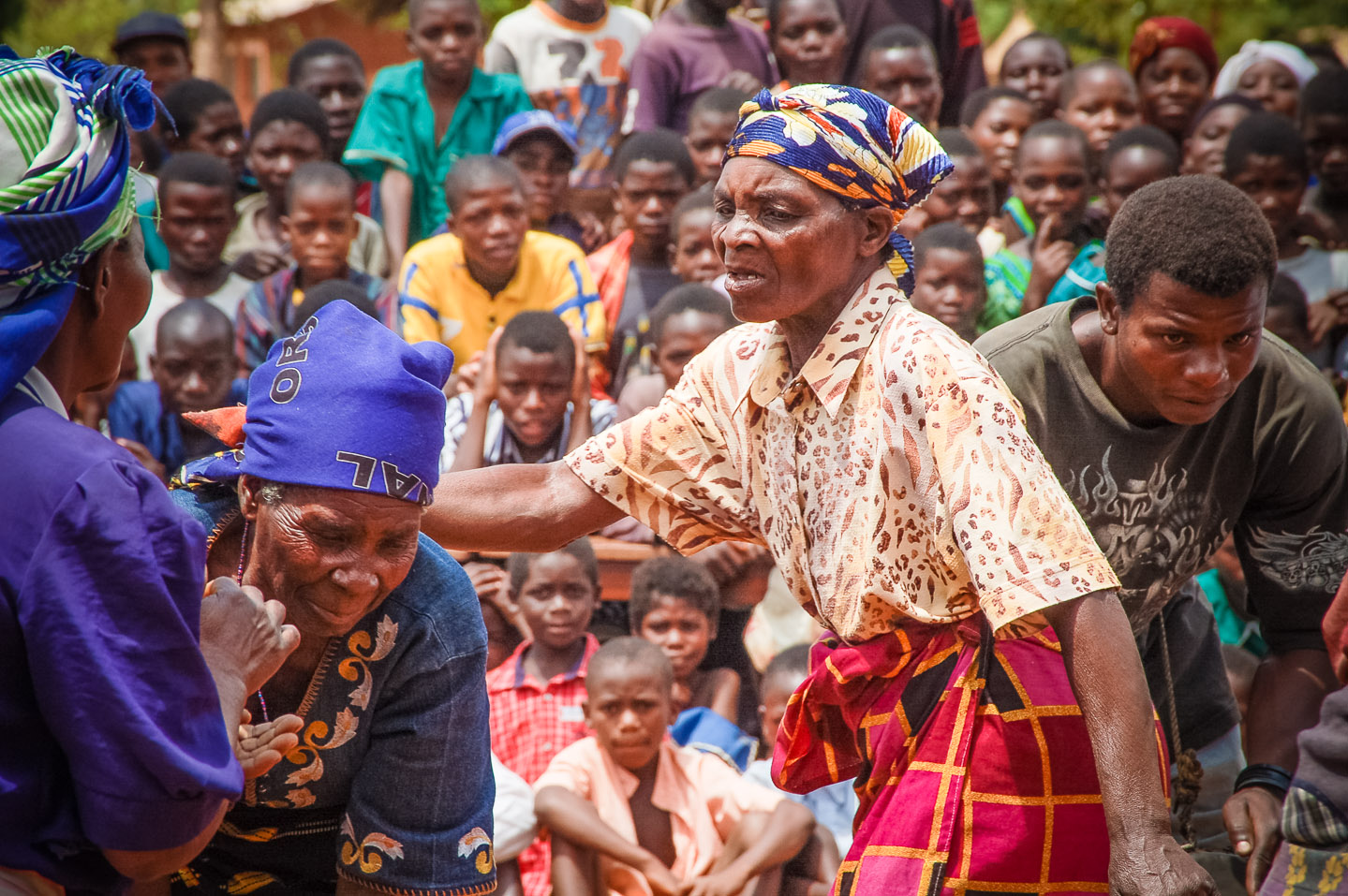
Danse likwata à Majuni
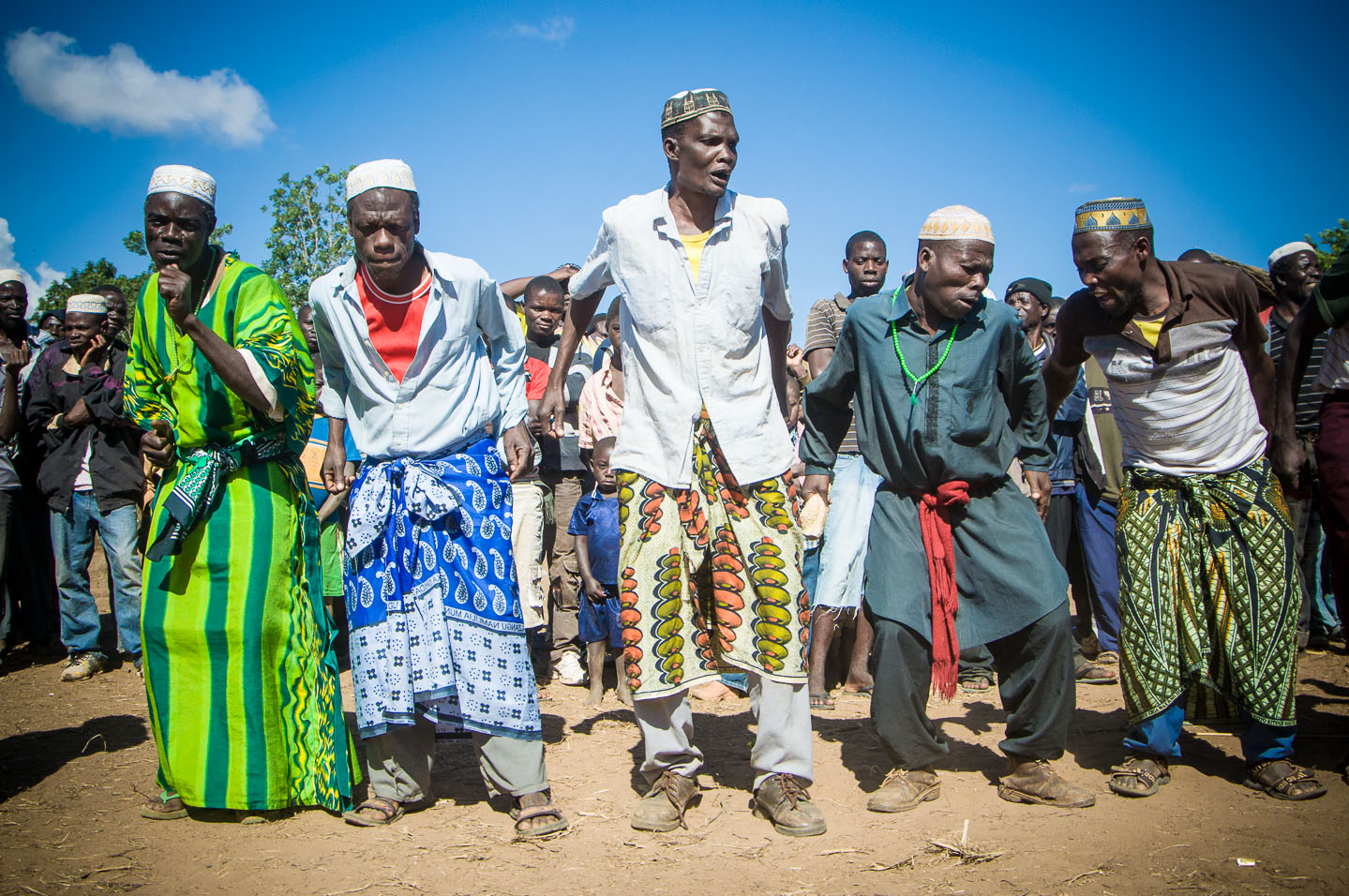
Danse sikili près de Chikaloni
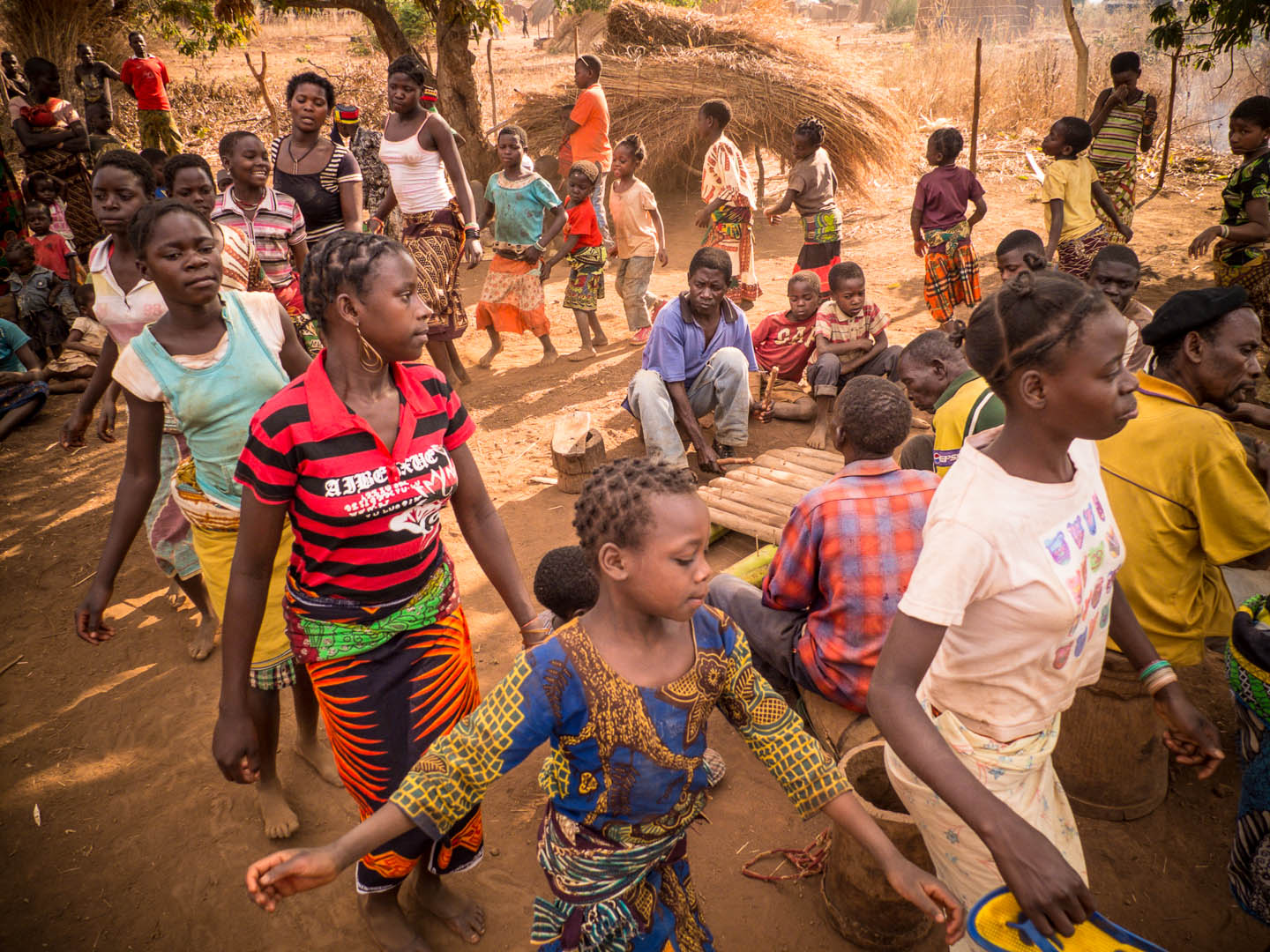
Danse singenge à Chanika

### Cuisine

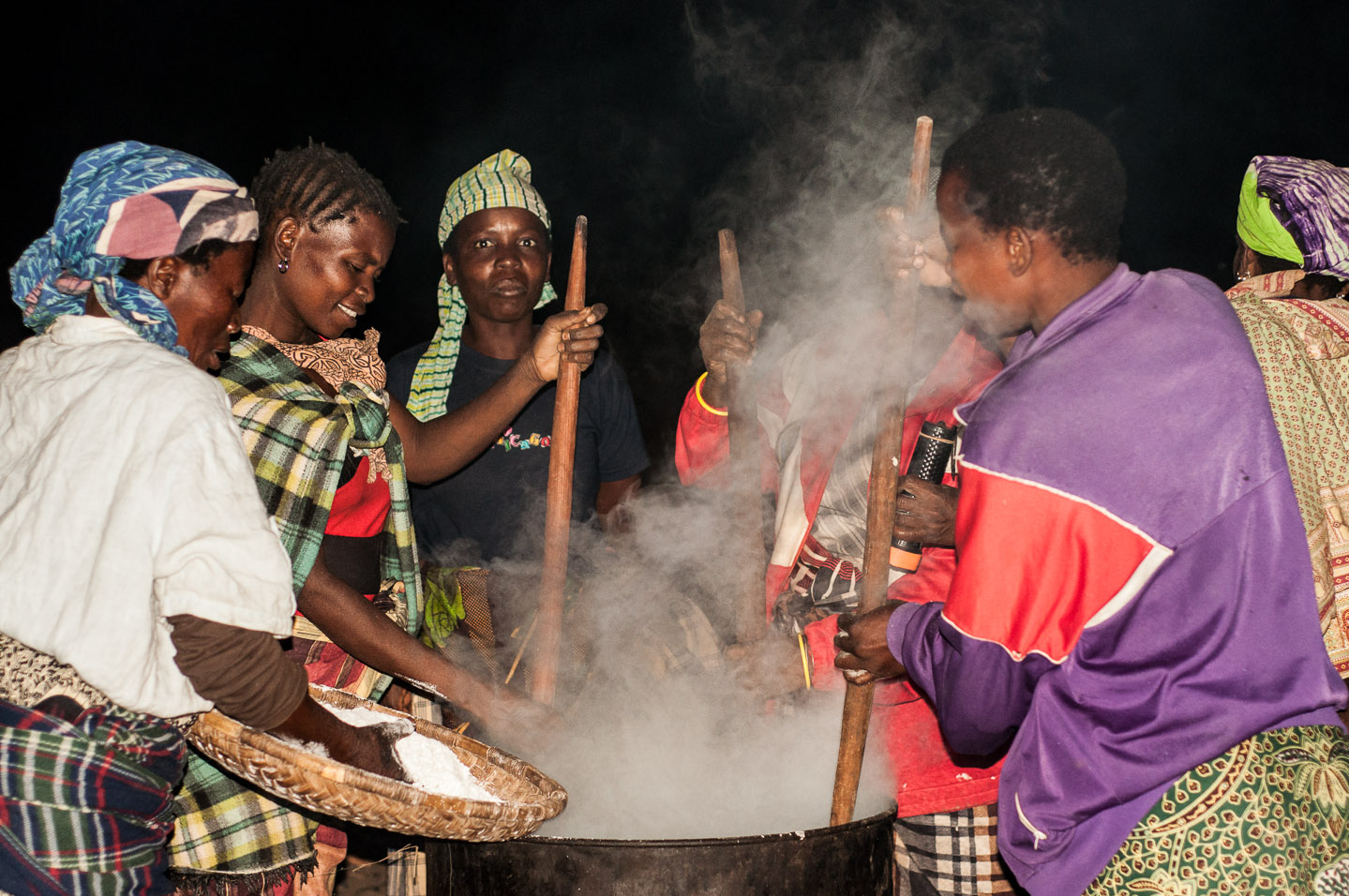
Préparation nocturne de l'ugali
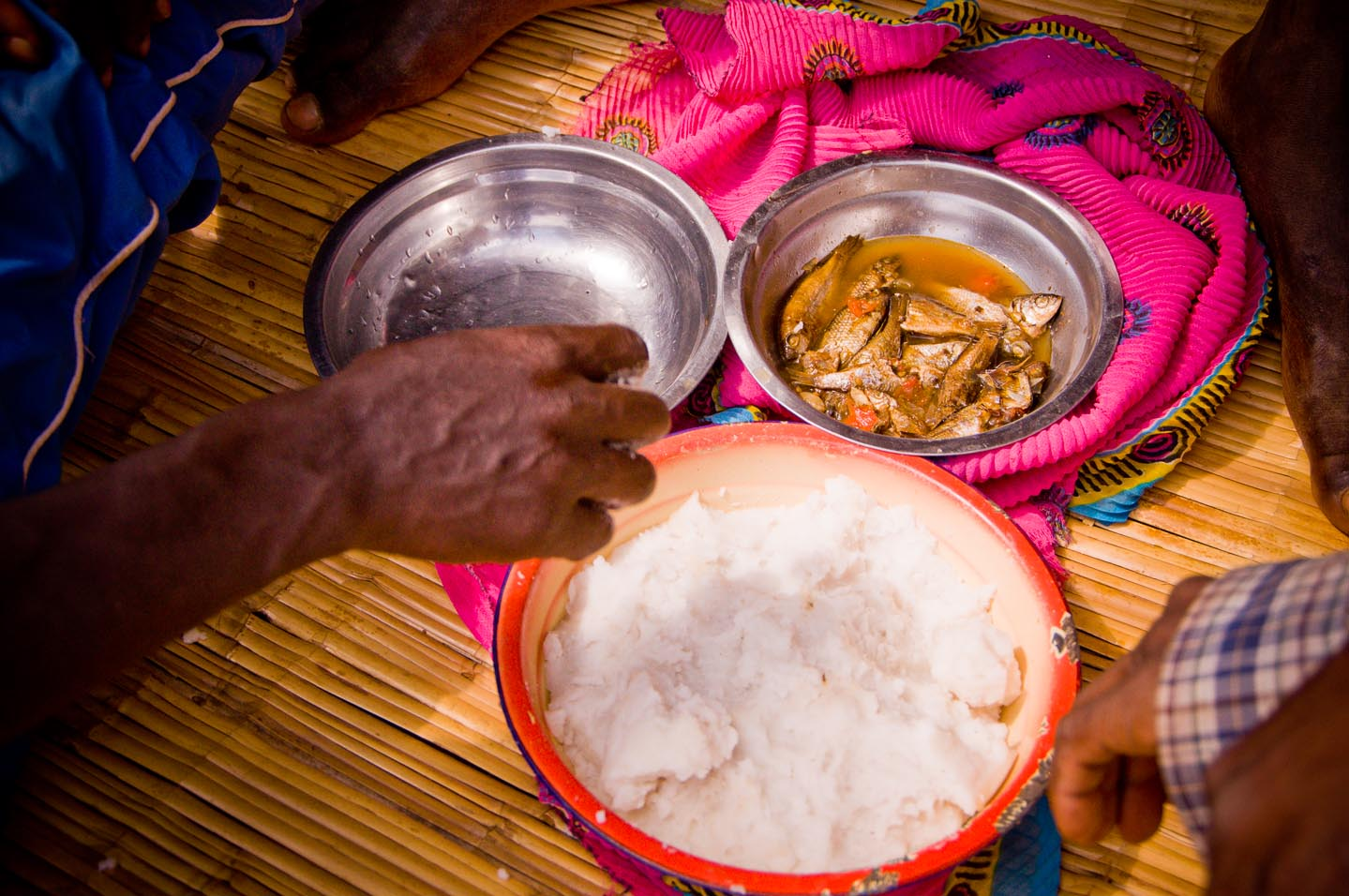
Ugali et usipa (poisson séché)
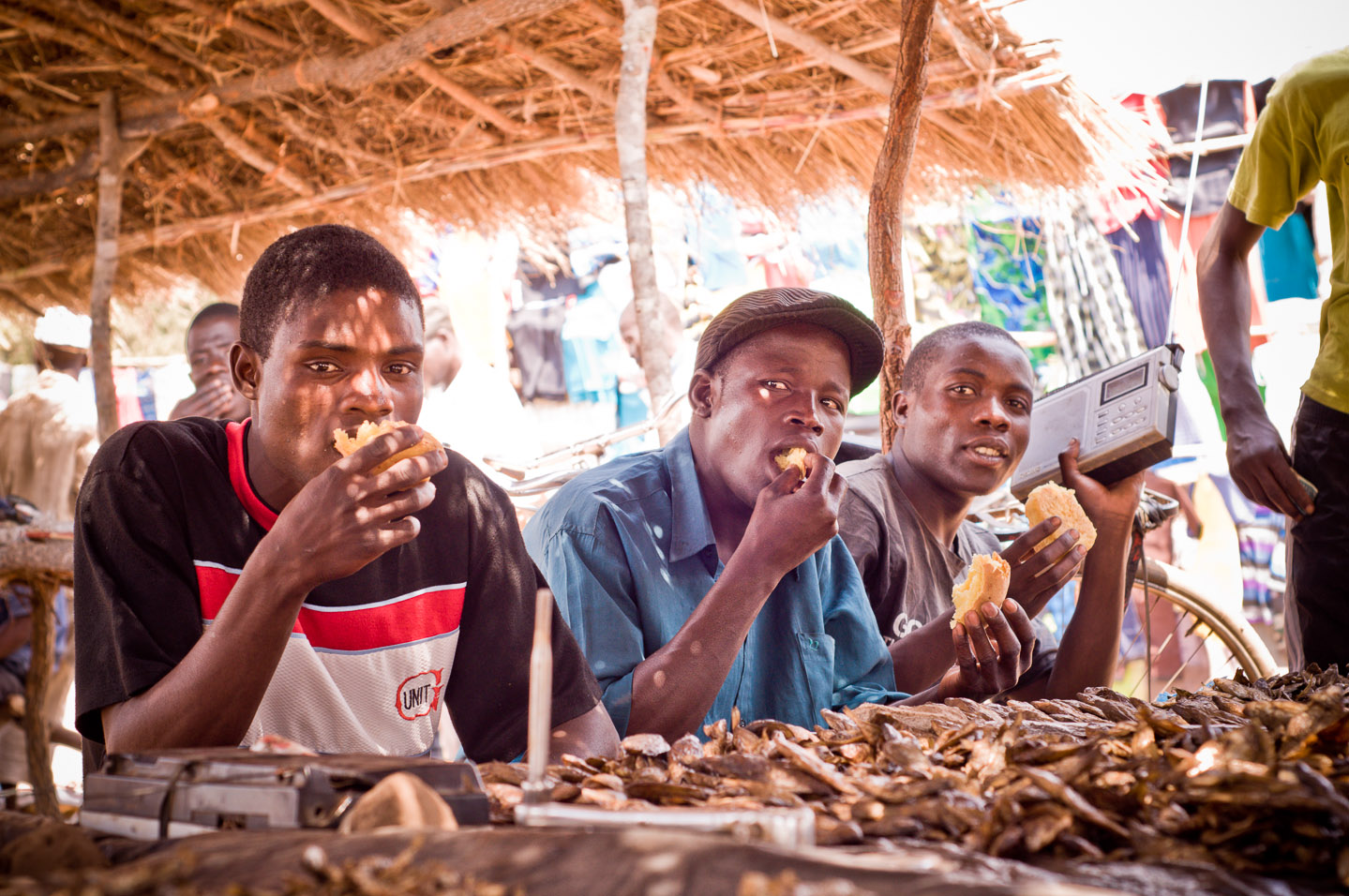
Consommation d'usipa et de pao (pain) sur un marché